# Голубые озёра (Катунь)
Голубые озёра — сезонно образующаяся группа озёр в русле проток реки Катунь. Они расположены по левой стороне Катуни в к северу от Аската. Озёра появляются при межени (осенне-зимний период). Водоёмов может быть два или три, глубина их достигает 8 м. Название водоемы получили из-за красивого насыщенного цвета, которым обладают в осенние и зимние месяцы.

## Общие сведения
Группа озёр представляет собой два или три озера в зависимости от уровня реки. Появляются в конце августа — начале сентября, существуют до апреля. Зимой родники не дают озёрной воде замерзать даже в сильные морозы — до 30 градусов. В весеннее половодье озёра исчезают и на их месте появляются протоки Катуни, разделяемые небольшим залесенным.

## Туризм
Голубые озёра являются часто посещаемым объектом начиная с осени. Особой популярностью они пользуются зимой, каждые выходные на берегу озёр оборудуется передвижная баня.